# Araucaria laubenfelsii
Araucaria laubenfelsii ist eine Pflanzenart aus der Gattung der Araukarien (Araucaria). Es handelt sich um einen Endemiten des südlichen Teils der zu Neukaledonien gehörenden Insel Grande Terre.

## Beschreibung
Araucaria laubenfelsii wächst als säulenförmiger, immergrüner Baum, der Wuchshöhen von 10 bis 50 Metern erreichen kann. Die graue Borke blättert in unregelmäßig geformten Schuppen oder in dünnen Streifen ab. Die verdrehten Äste stehen dicht und werden 1,8 bis 2,8 Zentimeter dick.
An jungen Exemplaren sind die Blätter nadelartig mit eingekrümmter Spitze bei einer Länge von 10 bis 15 Millimetern. An älteren Exemplaren sind die sich dachziegelartig überdeckenden, schuppenartigen Blätter dreieckig mit einem spitzen oder eingekrümmten oberen Ende und einer ausgeprägten Mittelrippe bei einer Länge von 12 bis 20 Millimetern und einer Breite von 8 bis 10 Millimetern.
Die männlichen Blütenzapfen sind bei einer Länge von 12 bis 15 Zentimetern und einem Durchmesser von 2,2 bis 2,8 Zentimetern zylindrisch geformt. Sie enthalten dreieckige Mikrosporophylle mit zwölf Pollensäcken. Die kugeligen weiblichen Zapfen sind 10 bis 12 Zentimetern bei einem Durchmesser von 8 bis 9 Zentimetern. Der Samen wird rund 3 Zentimeter land mit abgerundeten Flügel. Die Keimlinge bilden vier Keimblätter (Kotyledonen) aus.

## Vorkommen
Das natürliche Verbreitungsgebiet von Araucaria laubenfelsii liegt im Süden der zu Neukaledonien gehörenden Insel Grande Terre. Sie kommt dort auf den Mont Dzumac, dem Mont Dou, dem Mont Kaala, dem Mont Mou, dem Mont des Sources sowie im Umland von Canala vor.
Araucaria laubenfelsii gedeiht in Höhenlagen zwischen 400 und 1400 Metern. Sie besiedelt Berghänge und Gipfel. Die Art wächst auf Böden, die sich auf ultramafischen Gestein entwickeln. Man findet sie vor allem in Dickichten und in den höher gelegenen Regenwäldern. An manchen Standorten werden Mischbestände mit Araucaria biramulata und Araucaria montana gebildet.

## Systematik
Araucaria laubenfelsii gehört zur Sektion Eutacta innerhalb der Gattung der Araukarien (Araucaria). Die Erstbeschreibung als Araucaria laubenfelsii erfolgte 1968 durch Michel Corbasson in Addisonia; colored illustrations and popular … 8, S. 467.

## Gefährdung und Schutz
Araucaria laubenfelsii wird in der Roten Liste der IUCN als „gering gefährdet“ geführt. Als Hauptgefährdungsgrund am Mount Kaala und im Umland von Canala werden der Minenbau und die damit verbundenen Aktivitäten wie Straßenbau und Abräumlager genannt. In den weiter südlich gelegenen Beständen stellen vor allem Waldbrände eine Gefahr dar. Der Großteil der südlichen Bestände steht in Schutzgebieten.